# Josep Maria Martino i Arroyo
Josep Maria Martino i Arroyo   (Barcelona, 15 de novembre de 1891 - Barcelona, 6 de gener de 1957) va ser un arquitecte català, molt representatiu del corrent noucentista. L'epicentre de la seva activitat es situa a Sitges, d'on fou nomenat arquitecte municipal l'any 1916.
El més representatiu de l'obra de Martino són diversos xalets als sectors de Terramar i el Vinyet. com l'anomenada Vil·la Florentina. o la Casa Josep Freixa. Destaca així mateix com a autor de l'edifici del Casino Prado Suburense. o de l'escorxador municipal. Conjuntament amb altres arquitectes va intervenir en el projecte del mític Autòdrom de Terramar. A Barcelona és autor de l'ampliació de l'antic edifici de les Cristalleries Planell, al barri de Les Corts, com també de la Casa Bartomeu, anomenada Jardí dels Tarongers, al bari de Pedralbes, on va projectar altres xalets reproduint el model que amb tant d'èxit havia desenvolupat a Sitges.